# Tom Clancy’s Rainbow Six: Vegas 2
Tom Clancy’s Rainbow Six: Vegas 2 ist ein Taktik-Shooter, der von Ubisoft Montreal entwickelt und von Ubisoft veröffentlicht wurde. Es ist der Nachfolger zu Tom Clancy’s Rainbow Six: Vegas und der siebte Teil der Tom Clancy’s Rainbow Six Computerspielreihe.

## Entwicklung
Verwendet wurde die Unreal Engine in Version 3.
2021 wurde der Online-Mehrspieler-Dienst zusammen mit dem Vorgänger abgeschaltet.

## Spielprinzip
Der Spieler kann die Hauptfigur im Aussehen anpassen. Auch die Fertigkeiten können mit Erfahrungspunkten gesteigert werden. In der internationalen Fassung kann der Spieler je nach Spielart jeweils passende Fertigkeitsklassen verbessern. Zudem ist kooperatives Spielen möglich, bei dem ein Mitspieler eine Spielfigur ersetzt, die im Einzelspieler computergesteuert ist, wobei dieser nicht in der Rolle des Anführers steckt und dem Team keine Befehle geben kann. Für Teamplay werden zusätzliche Erfahrungspunkte vergeben.

## Zensur
Da die Unterhaltungssoftware Selbstkontrolle die Prüfung des Spiels bisher ablehnte, gab Ubisoft bekannt, die internationale Version des Spiels in Deutschland nicht zu verkaufen und eine für den deutschen Markt angepasste Version zu erstellen. Die Errungenschaften unter anderem auch Belohnungen für das variantenreiche Ausschalten von Gegnern wurden entfernt. Infolgedessen sind alle Waffen in der deutschen Version von Anfang an freigeschaltet. Effekte für Blut wurden reduziert und die Ragdoll-Engine deaktiviert. Die Veränderungen waren so massiv, dass die deutsche Version im Mehrspielermodus inkompatibel zu der internationalen Fassung ist.

## Rezeption
Vegas 2 sei innovationsarm und lieblos. Die Neuerungen fallen enttäuschend aus. Der Schnitt für die USK-Fassung entferne wichtige Spielbestandteile. Die deutschen Server blieben überwiegend leer. Die KI stelle sich dämlich an. Auf den Konsolen komme es zu Ladeunterbrechungen. Auf der PlayStation 3 wurde die Teilnehmerzahl im Mehrspieler reduziert und die Kamerafunktion entfernt. Fans der alten Rainbow-Teile werden enttäuscht, da Taktik und Strategie eine untergeordnete Rolle spielen. Die Hintergrundgeschichte sei trist, einfallslos und sehr vorhersehbar. Das Leveldesign sei einfallslos, Bezüge zum Standort Las Vegas seien kaum noch gegeben. Die Musikuntermalung sei schwächer als der Vorgänger.